# Limpurgerforst
Limpurgerforst ist eine Gemarkung im Landkreis Kitzingen (Unterfranken, Bayern). Die Gemarkung mit der Nummer 1241 liegt vollständig auf dem Gemeindegebiet von Iphofen. Sie hat eine Fläche von 5,949 km² und ist in 31 Flurstücke aufgeteilt, die eine durchschnittliche Fläche von 191888,10 m² haben.
In ihr liegt der Iphofener Gemeindeteil Forsthaus. Die Fläche ist fast vollständig bewaldet und liegt vollständig im Naturpark Steigerwald und Landschaftsschutzgebiet innerhalb des Naturparks Steigerwald (ehemals Schutzzone), überwiegend im Vogelschutzgebiet südlicher Steigerwald und FFH-Gebiet Vorderer Steigerwald mit Schwanberg. Im Gemarkungsgebiet liegt das Naturschutzgebiet Naturwaldreservat Wolfsee. Benachbarte Gemarkungen sind Markt Bibart und Neundorf im Osten, Ingolstadt und Krassolzheim im Süden, Nenzenheim im Westen und Dornheim im Norden.
Limpurgerforst war ein gemeindefreies Gebiet zuletzt im Landkreis Kitzingen. Am 1. Oktober 1966, damals noch im Landkreis Scheinfeld, hatte es eine Fläche von 591,21 Hektar. Es wurde mit Wirkung vom 1. Januar 1984 in die Gemeinde Iphofen eingegliedert.